# Mihaela Mândrea-Muraru
Mihaela Mândrea-Muraru (n. 21 iulie 1950) este un scriitor, redactor, pictor, fost deputat român în legislatura 2000-2004, ales în județul Arad pe listele Partidului Umanist din România. În septembrie 2003, Mihaela Mândrea-Muraru a trecut la PSD. Mihaela Mândrea-Muraru a fost membru în grupurilr parlamentare de prietenie cu Statele Unite Mexicane și Regatul Maroc. 
În octombrie 1989 prin consensul unor studenți de la Universitatea Politehnica din București conduși de Mihaela Muraru-Mândrea a apărut cenaclul de science-fiction String.
În 1991 a fondat Editura Tornada, după sfaturile prietenului sau Valentin Nicolau, care a fondat în același timp Editura Nemira.

## Legături externe
- Mihaela Muraru-Mândrea, isfdb.org
- Mihaela Mândrea-Muraru Arhivat în 24 februarie 2024, la Wayback Machine. la cdep.ro